# Michele Diomà
Michele Diomà (Aversa, 26 gennaio 1983) è un regista e produttore cinematografico italiano.

## Biografia
Regista e produttore cinematografico italiano, tra le sue opere Born in the U.S.E. documentario dedicato ai 120 anni della storia del cinema. Il film è stato presentato in anteprima mondiale nel marzo 2015 alla 30ª edizione del Festival internazionale del cinema di Guadalajara (Messico).
Nel 2016 dirige Sweet Democracy, film di satira dedicato al tema della libertà di stampa in Italia. Nell'ottobre 2017 si è tenuta la prima americana del film presso la New York University. Nel film vi è l'ultima apparizione cinematografica del drammaturgo premio Nobel Dario Fo. 
Nel 2019 con il team della New York Neorealism Factory produce e dirige Dance Again with Me Heywood!.
Il 16 novembre 2020 attraverso il canale TV del Corriere della Sera viene diffuso in anteprima mondiale lo short-movie Kites of War interpretato dall'attore Giorgio Cantarini.
Nel Novembre 2024 l’ANSA annuncia il termine delle riprese del nuovo film diretto da Michele Diomà “O - the fiRSt mOvie by aN alien” con l’Academy Award Nominated Mariel Hemingway . 

## Filmografia
- Born in the U.S.E. (2015)
- Sweet Democracy (2016)
- Dance Again with Me Heywood! (2019)
- Kites of War - cortometraggio (2020)